# Ивановка (Врадиевский район)
Ивановка (укр. Іванівка) — село в Первомайском районе Николаевской области Украины.
Основано в 1837 году. Население по переписи 2001 года составляло 400 человек. Почтовый индекс — 56330. Телефонный код — 5135. Занимает площадь 1,046 км².

## Местный совет
56330, Николаевская обл., Первомайский р-н, с. Ивановка, ул. Мира, 9